# Елизабет Слејден
Елизабет Клера Хит Слејден (енгл. Elisabeth Claira Heath Sladen; Ливерпул, 1. фебруар 1946 — 19. април 2011), или скраћено Елизабет Слејден, била је британска глумица.

## Биографија
Глумила је Сару Џејн Смит, Докторову сапутницу, у научнофантастичној ТВ серији Доктор Ху. Такође је глумила и у ТВ серији Авантуре Саре Џејн, која је тематски повезана са серијом Доктор Ху.